# 1845 en Belgique
Chronologie de la Belgique
- 1841
- 1842
- 1843
- 1844
- 1845
- 1846
- 1847
- 1848
- 1849

Cette page recense des événements qui se sont produits durant l'année 1845 en Belgique.

## Événements
- 3 février : arrivée de Karl Marx à Bruxelles où il réside jusqu’en 1848[1].
- 4 juin : création de la Société des chemins de fer de la Flandre-Occidentale.
- 19 juin[2] : le Premier ministre belge Jean-Baptiste Nothomb démissionne à la suite du résultat des législatives, qu’il interprète comme un désaveu de l'unionisme.
- 30 juillet : début du gouvernement d’union du libéral Sylvain Van de Weyer[3].
- 15 août - 6 octobre : ouverture du Salon de Bruxelles de 1845[4].
- 19 novembre : rapport au Roi pour la réorganisation de l’Académie royale de Belgique, avec la création d’une classe des Beaux-Arts[5].

## Naissances
- 24 janvier : Albert Desenfans, sculpteur († 12 mars 1938).
- 24 juin : Georges Nagelmackers, ingénieur civil et industriel († 10 août 1905).
- 9 août : Xavier Mellery, peintre († 4 février 1921).
- 2 décembre : Évariste Carpentier, peintre († 12 septembre 1922).

## Décès
- 7 novembre : Joseph Warlencourt, peintre (° 16 janvier 1784).